# یرم صافاروف
یِرِم جومشودی صافاروف (ارمنی: Երեմ Զումշուդի Սաֆարով؛  زادهٔ ۲۵ دسامبر ۱۹۰۵ - درگذشته تاریخ نامعلوم) یک مهندس انرژی اهل ارمنستان بود.

## زندگی‌نامه
در ۲۵ دسامبر ۱۹۰۶ در هادروت به دنیا آمد و از دانشگاه فنی دولتی بائومن مسکو (۱۹۳۱) فارغ‌التحصیل شد. وی دانشگاه ملی پلی‌تکنیک ارمنستان فعالیت می‌کرد.  وی همچنین برنده دانشمند شایسته ارمنستان شوروی شده است. تاریخ درگذشت وی نامعلوم است

## یادداشت
1. ↑  տեխնիկական գիտությունների դոկտոր